# Reinhard Wenskat
Reinhard „Reiny“ Wenskat (* 25. Januar 1896, Wüstenmark bei Schwerin; † nach 1950) war ein deutscher Jazz- und Unterhaltungsmusiker (Schlagzeug, Akkordeon), Arrangeur, Komponist und Bandleader, der im  Deutschen Reich arbeitete und nach Ansicht von J. Bradford zu den dortigen Jazzpionieren gehörte.

## Leben und Wirken
Wenskat arbeitete ab Mitte der 1920er-Jahre in Leipzig und in Berlin, wo er ein Tanzorchester leitete, das Deutsche Tanz-Sport-Orchester Wenskat; 1924 entstand die Schallplatte „Blue Hoosier (Blues)“; er nahm in den folgenden drei Jahren mit seiner Band für die Deutsche Grammophon rund vierzig Hot-Jazz-Titel auf wie „Sweet Georgia Brown“ (mit dem Untertitel „Süßes Negermädel“ (1926), Nordisk B41291), „Jig Walk“ (von Duke Ellington, Nordisk S40819), „Let's Talk About My Sweetie“ (Polydor 31281), „Oh Petruschka“ (Electrocord, mit Max Kuttner), „Ich fahr' auf vierzehn Tag' nach Swinemünde“ (von Robert Katscher, Grammophon 41432) und „Milenberg Joys“ (Grammophon B41439), auch Foxtrottschlager wie „Ich kenn’ zwei süße Schwestern“ oder „Was macht der Maier am Himalaya?“. Im Wenskat-Jazz-Orchester spielten u. a. der Trompeter Louis de Vries und der Posaunist Henry van den Bosshe. Letzte Aufnahmen entstanden im Januar 1927 mit dem Sänger Carlos Cantieni („Drum Brüder, wir trinken noch eins!“). 1930 legte Wenskat ein Schlagzeug-Lehrwerk vor.